# Olaf II de Noruega
Olau II Haraldsson el Sant, o Sant Olau (o Óláfr), conegut en vida com a Olau el Gras (Óláfr digri) (995 - 29 de juliol de 1030), va ser rei de Noruega entre 1015 al 1028. És venerat com a sant a diverses confessions cristianes.

## Biografia
Nasqué el mateix any que Olaf Tryggvason arribà a Noruega. Sa mare va ser Åsta Gudbrandsdatter i son pare Harald Grenske, besnet de Harald I de la Bella Cabellera.
Es convertí al cristianisme i fou batejat en 1010. Va passar alguns anys a Anglaterra combatent contra els danesos i tornà a Noruega en 1015 després d'haver atacat la costa gallega, proclamant-se'n rei després d'haver guanyat el suport dels cinc monarques de les diverses regions del regne. En 1016, a la batalla de Nesjar, va derrotar Sveinn Hákonarson, hereu legítim a la corona, consolidant així el seu domini.
Durant el regnat va anul·lar l'amenaça que representaven els nobles del sud del país i va imposar el cristianisme com a religió oficial del regne, amb la qual cosa es va guanyar el suport de l'Església i els missioners que evangelitzaven el país. Va lluitar contra Dinamarca, conquerint les Illes Orcades i signant la pau amb el rei danès Olof de Suècia en 1020.
En 1028 el rei Canut II de Dinamarca i Anglaterra va envair Noruega amb el suport d'una part de la noblesa local, a qui havia promès de concedir terres i privilegis. Olaf va haver d'exiliar-se'n amb son fill Magnus al principat de Kíev. Jaroslav I de Kíev el va acollir i li va oferir la dignitat de rei de Bulgària, però Olaf la rebutjà, ja que volia tornar a Noruega.
Cap al 1030, en saber que Haakon Eiriksson, el noble que governava Noruega en nom de Canut de Dinamarca, havia mort en un naufragi, va fer cap al seu país. Reuní un exèrcit i, en arribar a Trøndelag, va trobar un exèrcit comandat per nobles aliats dels danesos. El 29 de juliol de 1030 van lluitar en la batalla de Stiklestad, on va morir el mateix Olaf.

## Veneració
Els camperols del lloc van sebollir el cos del rei vora el riu Nidelven, a Nidaros (actual Trondheim). Des de llavors va començar el culte al rei, tingut per sant pels catòlics. Va començar a parlar-se de miracles i que la seva mort havia estat un martiri.
L'any següent, el cos del rei va ser traslladat a una capella que, amb el temps, esdevindria la Catedral de Nidaros i un important centre de pelegrinatge. Ja el 3 d'agost de 1031, el bisbe Grimkel va decretar-ne la veneració. Per aquesta veneració i pel seu paper en la cristianització del país, va ser proclamat sant per l'Església catòlica.
Al segle xvi, durant la invasió danesa, les seves restes van desaparèixer i els dos reliquiaris d'argent on es trobaven van ser enduts a Dinamarca i fosos per fer-ne moneda. Només va restar-ne l'antiga caixa de fusta, que va ser enterrada. Les excavacions del segle xix, només van trobar-ne una petita pedra de color que l'havia ornamentat.

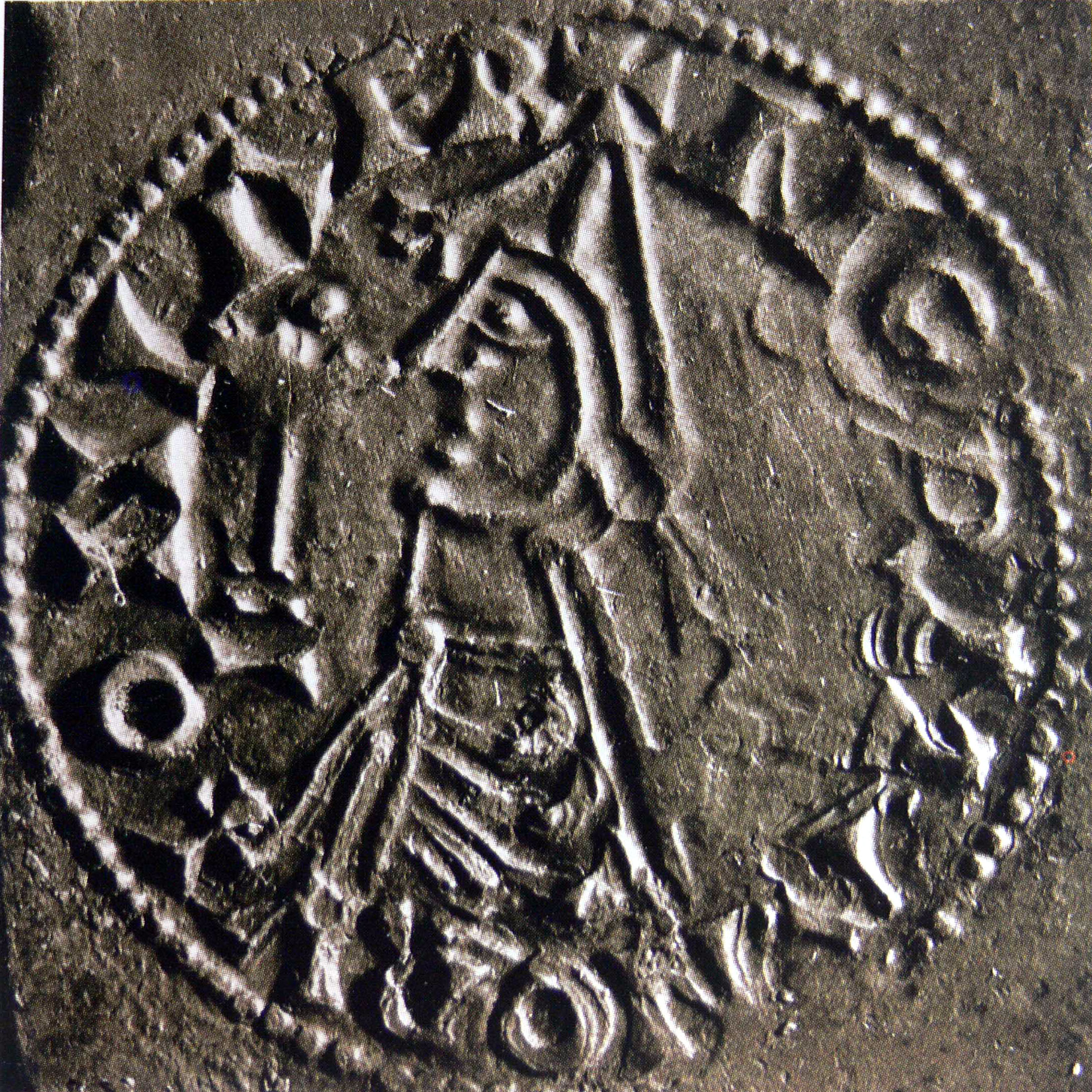
Moneda d'Olaf II, 1023-1028
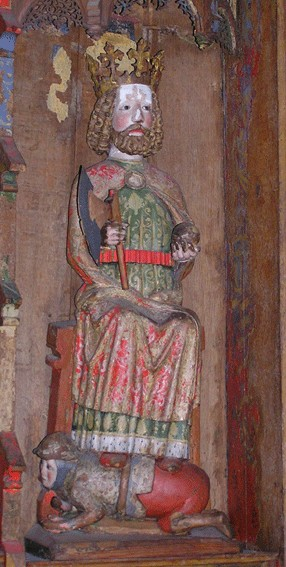
Altar amb Sant Olaf a l'església d'Överselö (Suècia), s. XV
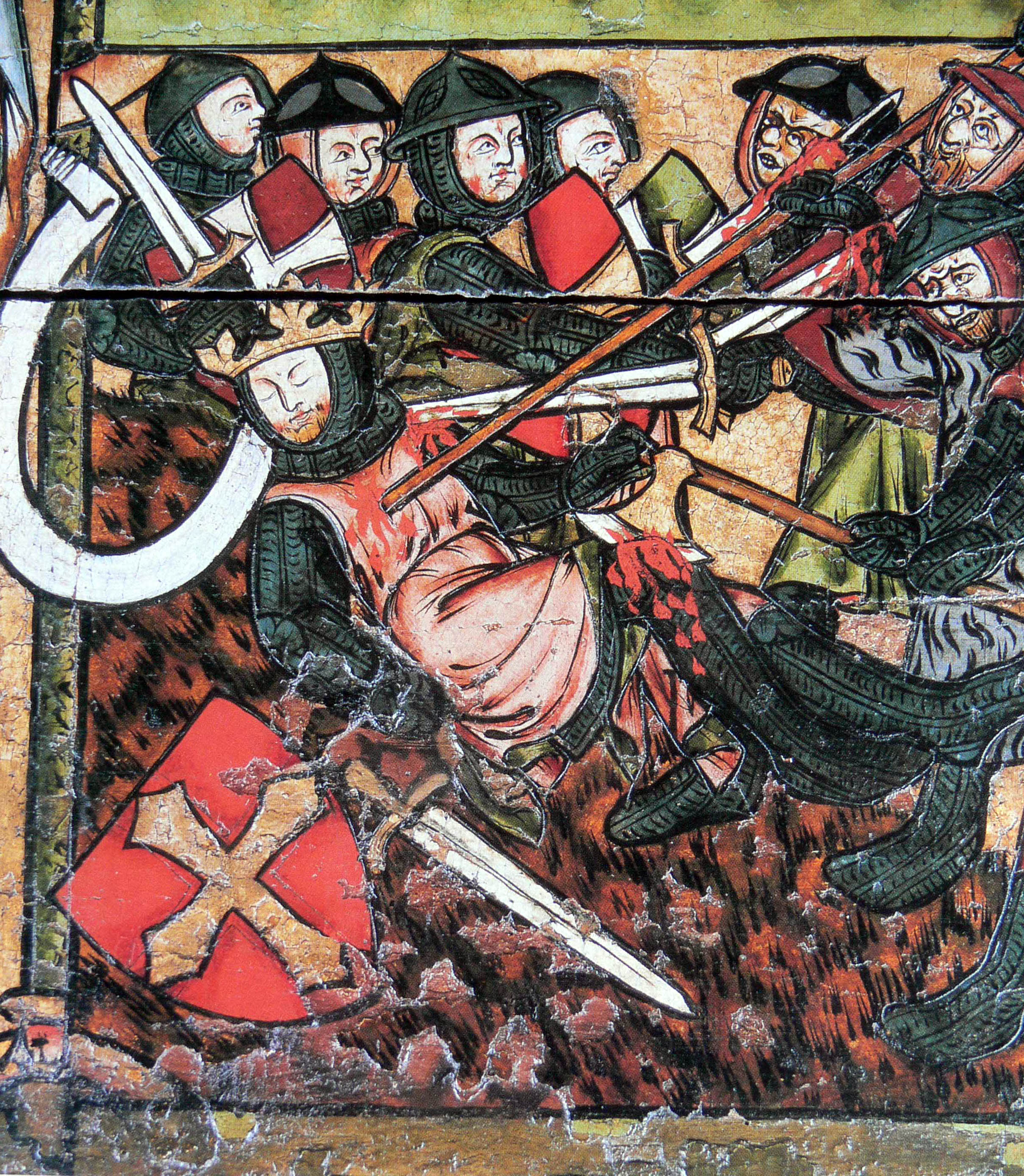
Mort de sant Olaf, d'un retaule de la primera meitat del s. XIV, de Trøndelag (Noruega)
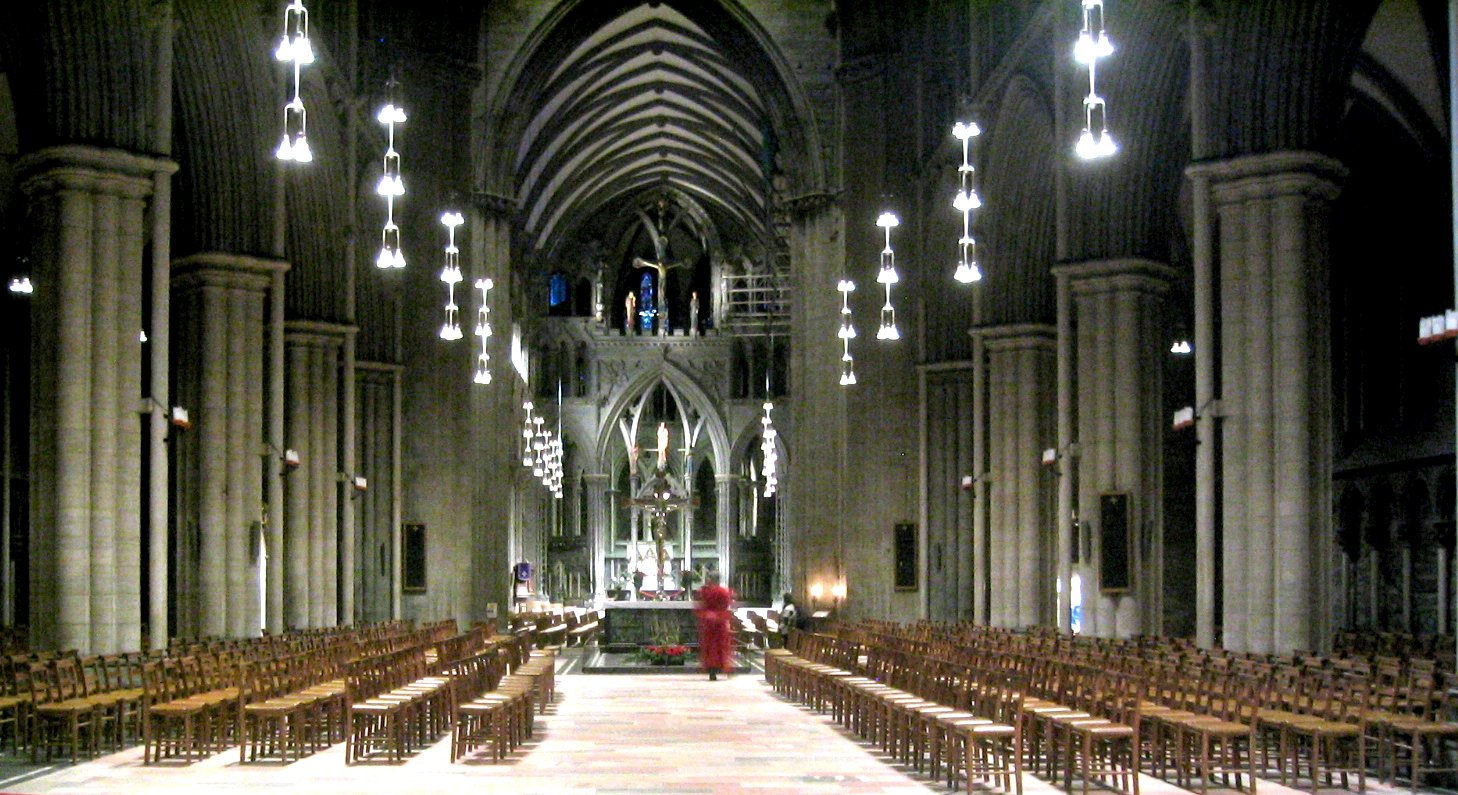
Interior de la Catedral de Nidaros